# Буколово (Псковская область)
Буколово — деревня в Опочецком районе Псковской области России. Входит в состав Глубоковской волости.

## География
Расположена у юго-западного прибрежья озера Нивно, в 14 км к югу от города Опочка и в 1 км к северу от деревни Балахи.

## Население
| 2001 | 2002 | 2010 | 2013 | 2014 | 2015 | 2016 |
| ---- | ---- | ---- | ---- | ---- | ---- | ---- |
| 38   | ↗41  | ↘33  | ↗43  | ↘40  | ↘36  | →36  |

Численность населения по состоянию на начало 2001 года составляла 38 человек.

## История
С 1995 до 2005 года деревня входила в состав Краснооктябрьской волости с центром в д. Балахи, с 2006 до 2015 года — в состав Звонской волости.